# Bone
Bone é um série de histórias em quadrinhos de autoria de Jeff Smith. Foi originalmente publicado em um série independente e regular de revista por 55 edições, de 1991 a 2004, notavelmente uma das séries mais longevas feitas por um único desenhista/escritor.
Os desenhos preto-e-brancos de Smith foram inspirados em desenhos animados e em tiras, em particular Pogo de Walt Kelly. Entretanto, as histórias trazem tanto comédias leves quanto fantasias épicas e obscuras. Os personagens eram desenhados em vários estilos, refletindo a diversidade de tom em Bone.
As histórias de Out from Boneville também foram republicadas na revista infantil em formatinho Disney Adventures, primeiro em 1994 e mais tarde em 1997 até 1998. As histórias geralmente consistiam de 7-9 páginas por mês e foram coloridas. As páginas também foram censuradas para remover as referências ao fumo e alcoolismo e qualquer insinuação envolvendo Thorn e Fone Bone. Houve também uma história exclusiva para a Disney Adventures de Smith, com Fone e Phoney seguindo um "mapa do tesouro".
A revista acabou em sua 55° edição, datada de junho de 2004. A contracapa (que sempre mostrava algum quadro da respectiva edição) trazia uma foto em preto e branco de Smith em seu estúdio desenhando em 10 de maio a última página.
No Brasil, a série foi publicada parcialmente pela editora Via Lettera em álbuns que reúnem cerca de três histórias da série original e one-shots publicados nos Estados Unidos. Posteriormente foi publicada pela HQM e, em 2018, passou a ser lançada pela editora Todavia.

## Publicação no Brasil
A primeira publicação da série no Brasil foi pela editora Via Lettera em álbuns que reúnem cerca de três histórias da série original e one-shots publicados nos Estados Unidos. A Via Lettera lançou catorze volumes, entre 1998 e 2010, deixando a série incompleta. Em 2014, foi anunciado que a editora HQM passaria a editar a série, agora na versão em cores, porém apenas um volume foi lançado, em 2015. A partir de 2018, passou a ser lançada pela editora Todavia, que divulgou pretender concluir a série em três volumes.
| #  | Títulos                               | Corresponde a |
| -- | ------------------------------------- | ------------- |
| 1  | Fora de Boneville                     | Bone #1–3     |
| 2  | Equinócio de Primavera (quadrinhos)   | Bone #4–6     |
| 3  | A Feira da Primavera                  | Bone #7–9     |
| 4  | A Grande Corrida de Vacas             | Bone #10–12   |
| 5  | A Jornada                             | Bone #13–15   |
| 6  | A Tempestade                          | Bone #16–19   |
| 7  | A Vila Fortificada                    | Bone #20–23   |
| 8  | O Matador de Dragões                  | Bone #24–27   |
| 9  | Rojão, O Senhor da Fronteira Oriental | Bone #28–31   |
| 10 | A Princesa Revelada                   | Bone #32–34   |
| 11 | A Caverna do Ancião                   | Bone #35–37   |
| 12 | Círculos Fantasmas                    | Bone #38–40   |
| 13 | As Pedras da Oração                   | Bone #41–43   |
| 14 | Caçadores de Tesouros                 | Bone #44–46   |

### Spin-offs
-Bone Especial # 1: Estúpidas, Estúpidas Caudas-de-Ratazanas.

## Personagens
Rojão: Rojão é um leão da montanha gigante, que procura se colocar acima do bem e do mal, odiando os dois lados, tanto os dragões como as criaturas ratazanas. Ainda que odeie mais os dragões. O nome original do personagem é Roque Ja, em inglês, e uma corruptela por parte de um dos primos Bone, notadamente Smiley, gerou o nome Rock Jaw (em tradução livre, queixo de pedra). Na tradução para o português, muito acertadamente a editora optou pela aproximação fonética, transformando Roy Jean, seu nome, para ROJÃO.